# Масалеса, Лелогондо
Лелогондо Масалеса (англ. Lehlogonolo Masalesa; род. 27 марта 1994, Мангквенг, Лимпопо) — южноафриканский футболист, полузащитник.

## Биография
Известный футбольный комментатор Баба Мтетва дал Лелогондо прозвище «Виейра», на его взгляд, из-за сходства с бывшим игроком сборной Франции. Также, Масалеса известен как «V12».
Лелогондо начал свою карьеру на высшем уровне в клубе «Платинум Старс», после обучения в АСЮДА («Африканская спортивная молодёжная академия развития»). Тем не менее, он сыграл за «диквену» только один раз, выйдя на замену. В 2010 году перешел в «Бидвест Витс», за который сыграл 26 матчей, прежде чем подписать трехлетний контракт с «Орландо Пайретс» в сентябре 2012 года.